# Jana Becker
Jana Becker (* 5. Oktober 1975 in Bochum) ist eine deutsche Schauspielerin.
Nach dem Besuch der  Waldorfschule in Wattenscheid nahm sie eine Schauspielausbildung 1994–1998 an der Theaterhochschule des Moskauer Künstlertheaters von Stanislawski und Nemirowitsch-Dantschenko in Moskau.
Seit 1999/2000 war Becker am Burgtheater in Wien in mehreren Stücken, darunter Die See, Frühlings Erwachen, Damen der Gesellschaft und Gier zu sehen.

## Filmografie
- 2003–2004: Hinter Gittern – Der Frauenknast